# Johann Ulrich Megerle
Johann Ulrich Megerle (Kreenheinstetten, atual Baden-Württemberg, 2 de julho de 1644 — Viena, 1 de dezembro de 1709) foi um monge católico, pregador moralista e escritor alemão. Escreveu quase todas as suas obras ao abrigo do pseudónimo Abraão de Santa Clara (Abraham a Sancta Clara). Pertencia à Ordem dos Agostinianos Descalços.